# Geissanthus
Geissanthus é um género botânico pertencente à família Myrsinaceae.

## Espécies
- Geissanthus challuayacus, Pipoly
- Geissanthus ecuadorensis, Mez
- Geissanthus fallenae, Lundell
- Geissanthus pichinchae, Mez
- Geissanthus pinchinchana, (Lundell) Pipoly
- Geissanthus vanderwerffii, Pipoly

1. ↑  «Geissanthus — World Flora Online». www.worldfloraonline.org. Consultado em 19 de agosto de 2020